# 溪洛渡街道
溪洛渡街道，是中华人民共和国云南省昭通市永善县下辖的一个街道办事处。
2021年3月18日，云南省人民政府批复同意撤销溪洛渡镇，析置溪洛渡街道和永兴街道，9月1日正式成立。

## 行政区划
溪洛渡街道下辖以下地区：
玉泉社区、校园社区、景新社区、新华社区、农场村、三坪村、桐堡村、干河村、溪洛渡村、双凤村、双屯村、玉笋村、富庆村、新拉村、白沙村、雪柏村、云荞村、佛滩村、吞都村、明子村、田坝村、顺河村、马路村、新春村和水田村。